# Вулиця Баштанна (Львів)
Ву́лиця Башта́нна — вулиця у Залізничному районі Львова, в місцевості Сигнівка. Розташована між вулицями Любінською та Караджича, завершується глухим кутом та утворює перехрестя з вулицею Яворницького.

## Історія
Сучасну назву вулиця отримала у 1958 році, до того називалася Любінська бічна.

## Забудова
З непарного боку вулиці розташовано два п'ятиповерхових будинки, збудованих у 1960-х роках, з парного боку — декілька одноповерхових будинків в стилі польського конструктивізму 1930-х років, та один п'ятиповерховий будинок, збудований у 2022 році.
На вулиці Баштанній, 6, на місці знесеного у 2019 році приватного одноповерхового будинку, збудовано малоквартирний житловий комплекс в форматі клубного п'ятиповерхового будинку із вбудованими закладами громадського обслуговування та підземним паркінгом на чотири місця.